# Lijst van wijnstreken in Zuid-Afrika
Er zijn zes wijnstreken in Zuid-Afrika waarvan de wijnen de titel Wine of Origen mogen dragen. Naast de zes regio's zijn er 26 districten, 67 wards, 179 estates en nog individuele wijngaarden. Tevens zijn er vijf geografische gebieden benoemd. 

## West-Kaap(Western Cape)

### Kustregio (Coastal Region)
In deze regio bevinden zich de beste en beroemdste wijndistricten van Zuid-Afrika. De belangrijkste districten liggen rond Kaapstad en Kaap de Goede Hoop, tussen de kuststrook bij de Valsbaai in het zuiden tot aan Sint Helenabaai in het noorden. De wind vanaf de Atlantische Oceaan voorziet in afkoeling dat in combinatie met voldoende regen zorgt voor ideale omstandigheden voor het produceren voor mooie wijnen. 
- Kaappunt (Cape Point)
- Darling
  - Groenekloof
- Franschhoek
- Paarl
  - Simonsberg-Paarl
  - Voor Paardeberg
- Stellenbosch
  - Banghoek
  - Bottelary
  - Devon Valley
  - Jonkershoek Valley
  - Papegaaiberg
  - Polkadraai Hills
  - Simonsberg-Stellenbosch
- Swartland
  - Malmesbury
  - Riebeekberg
  - St Helenabaai
- Tulbagh
- Tygerberg
  - Durbanville
  - Philadelphia
- Wellington
- Overige wards: 
  - Constantia
  - Houtbaai

### Breederiviervallei (Breede River Valley)
De wijngebieden van deze regio liggen in het stroomgebied van de Breederivier. Het gebied kent een warm klimaat met weinig neerslag. Door de irrigatie en de hoge temperaturen zijn de druiven meestal snel rijp wat niet altijd de beste wijnen oplevert alhoewel ze kwalitatief wel steeds beter worden. De Breederiviervallei bestaat uit vier districten.
- Breedekloof
  - Goudini
  - Slanghoek
- Robertson
  - Agterkliphoogte
  - Bonnievale
  - Boesmansrivier
  - Eilandia
  - Hoopsrivier
  - Klaasvoogds
  - Le Chasseur
  - McGregor
  - Vinkrivier
- Worcester
  - Hex River Valley
  - Nuy
  - Scherpenheuvel

### Klein Karoo
Deze wijnregio in de streek Kleine Karoo heeft een langgerekte vorm langs de Breederivier die hier van oost naar west loopt. Het gebied strekt zich 250 km uit tussen de plaatsen Montagu en Oudtshoorn. Het totaal beplante areaal is nog geen 3% van het totaal in Zuid-Afrika. Het is daarmee de kleinste regio van Zuid-Afrika. Het gebied is zeer warm en er valt weinig neerslag. Dat maakt irrigatie nodig. Deze regio is vooral bekend om zijn versterkte wijnen. De regio heeft twee districten. 
- Calitzdorp
- Langeberg-Garcia
- Overige wards:
  - Montagu
  - Outeniqua
  - Tradouw
  - Tradouw HIghlands
  - Upper Langkloof

### Olifantsrivier (Olifants River)
Deze regio ligt boven Swartland in de brede bedding van de Olifantsrivier en is het meest noordelijke wijngebied van de Kaap. Het gebied is zo'n 120 km lang en strekt zich uit tussen Citrusdal en Lutzvill. Het totaal beplante areaal is nog geen 9 procent van het totaal van Zuid-Afrika. Daarmee is het de een na kleinste regio. Het gebied is zeer warm en er valt weinig neerslag. Dat maakt irrigatie nodig. De regio heeft drie districten.
- Citrusdal Mountain
  - Piekenierskloof
- Citrusdal Valley
- Lutzville Valley
  - Koekenaap
- Overige wards:
  - Bamboes Bay
  - Spruitdrift
  - Vredendal

### Cape South Coast
Deze regio ligt ten zuidoosten van Kaapstad, langs de kust van de Indische Oceaan. Er vindt nog niet zo lang wijnbouw plaats, maar mede door de verkoelden werking van de oceaan is de gemiddelde kwaliteit goed m.n. de wijnen die gemaakt zijn van sauvignon blanc, chardonnay en pinot noir. De regio heeft zes districten waarvan Overberg en Walker Bay de twee grootste zijn. 
- Kaap Agulhas
  - Elim
- Elgin
- Overberg
  - Elandskloof
  - Greyton
  - Klein Rivier
  - Theewater
- Plettenbergbaai
- Swellendam
  - Buffeljags
  - Malgas
  - Stormsvlei
- Walker Bay
  - Bot River
  - Hemel-en-Aarde Ridge
  - Hemel-en-Aarde Valley
  - Sunday's Glen
  - Upper Hemel-en-Aarde Valley
  - Stanford Foothills
- Overige wards:
  - Herbertsdale
  - Napier
  - Stilbaai East

### Boberg
- De naam van deze wijnregio wordt alleen gebruikt voor de versterkte wijn van Paarl, Franschhoek, Wellington en Tulbagh.

### Overige districten en wards
- Ceresplateau
  - Ceres
- Overige wards:
  - Cederberg
  - Lamberts Bay
  - Prince Albert Valley
  - Swartberg

## Noord-Kaap

### Overige districten en wards
- Douglas
- Sutherland-Karoo
- Overige wards:
  - Central Orange River
  - Hartswater
  - Rietrivier FS

## Oost-Kaap

### Overige ward
- - St Francis Bay